# مطار لونغ بانجا
مطار لونغ بانجا (إياتا: LBP) هو مطار يخدم لونغ بانجا ، منطقة مارودي ، ساراواك ، ماليزيا.

## تاريخه
كان المطار عبارة عن مهبط طائرات صغير مغطى بالعشب حتى عام 1965. أثناء المواجهة بين إندونيسيا وماليزيا، أنشأ الجيش البريطاني قاعدة متقدمة هنا وقام بتحسين المدرج بمساعدة جرافة صغيرة تم إنزالها بالمظلات بواسطة سلاح الجو الملكي البريطاني.

## شركات الطيران والوجهات
| شركـات طيـران | الوجهات             |
| ------------- | ------------------- |
| MASwings      | Bario، Marudi، Miri |